# Kurt von Krosigk
Kurt von Krosigk, auch Curt von Krosigk, (* 5. März 1819 in Merseburg; † 8. Dezember 1898 in Halle (Saale)) war ein preußischer Landrat des Saalkreises und Geheimer Regierungsrat.

## Leben
Kurt stammte aus dem Adelsgeschlecht von Krosigk. Er war ein Sohn von Friedrich von Krosigk (1784–1871) und dessen zweiter Ehefrau Karoline, geborene von Leipziger (1796–1840). Der Generalleutnant Ernst von Krosigk (1821–1890) war sein jüngerer Bruder.
Krosigk heiratete in Merseburg am 12. Juni 1845 Armgard von Haeseler (1822–1891) aus dem Hause Klosterhäseler. Aus der Ehe gingen der preußische Generalleutnant Max von Krosigk (1846–1919), der Sekondeleutnant Kurt von Krosigk (1847–1870) und der Generalleutnant Georg von Krosigk (1854–1912) hervor.